# Moureia
Moureia là một chi bướm đêm thuộc họ Noctuidae.